# Sami Keinänen
Sami Keinänen (* 1973, Rovaniemi, Finsko) byl prvním basovým kytaristou finské hard rockové/heavy metalové skupiny Lordi. V kapele působil v letech 1996 až 1999. Fanoušci ho znali a znají pod přezdívkou G-Stealer, která vznikla zkomolením jména Gena Simmonse, baskytaristy skupiny Kiss.
G-Stealer jako první baskytarista byl také jedním ze zakládajících členů kapely, kterou založil s Mr. Lordi a Amen. Maska G-Stealera měla podobu vesmírného vojáka. Jeho maska byla v historii kapely vyrobena jako první; měl celou dobu působení ve skupině jednu masku, protože trend měnit masky při každém novém albu začal až od roku 2004 (album The Monsterican Dream).
Roku 1999 se G-Stealer rozhodl, že z kapely odejde (podle neoficiální informace odešel kvůli práci v Anglii).[zdroj?] Toho roku přišel do skupiny Sami Wolking (Magnum), který G-Stealera nahradil. O necelý rok později přišel do skupiny Sampsa Astala (Kita), který si vzal masku G-Stealera a jen mírně ji upravil: přidal vlasy a pozměnil masku v oblasti lopatek kvůli lepší pohyblivosti rukou. Jelikož G-Stealer a Kita měli téměř totožné masky, nejde na starších fotografiích poznat, kdo z nich na fotce doopravdy je.
Protože se skupině Lordi dostalo větší slávy a pozornosti až po roce 2002, o G-Stealerovi, který nikdy nevystupoval živě, se příliš neví.